# San Marco ai Monti
San Marco ai Monti è una frazione di Sant'Angelo a Cupolo, comune della provincia di Benevento.

## Geografia fisica
Adagiata sul basso rilievo che guarda il fiume Sabato, il piccolo abitato di San Marco ai Monti è racchiuso nell'odierno territorio di Sant'Angelo a Cupolo, ad una decina di km da Benevento.

## Storia
Nel 1086 San Marco ai Monti era un possedimento del monastero beneventano di Santa Maria a Porta Somma. Con la sua soppressione nel 1321, il luogo passò al monastero di San Pietro delle Monache, che lo tenne come feudo fino all'inizio del XIX secolo. Era uno dei tre centri in cui si concentravano i contadini che godevano dei beni del monastero in enfiteusi.
Il casale San Marco ai Monti faceva parte del territorio pontificio di Benevento .e vi restò sino al 1860, quando Benevento fu annessa al Regno d'Italia.
Nel XVI secolo la giurisdizione pontificia sul casale di San Marco ai Monti fu oggetto di annose dispute che alla fine si risolsero a favore di Benevento .
Nel 1865 il casale venne aggregato al comune di Sant'Angelo a Cupolo.

## Monumenti e luoghi d'interesse
Negli anni trenta l'intero territorio di San Marco ai Monti è stato sottoposto a vincolo paesaggistico ai sensi della legge 29/06/1938 n° 1497 e con decreto ministeriale 12/11/1962 è stato dichiarato d'interesse pubblico per la sua bellezza panoramica.
A caratterizzare l'intero paese è il Belvedere del Sannio, una terrazza naturale che offre un ottimo panorama su buona parte del Sannio e dei territori limitrofi.
La chiesa locale ospita una statua di sant'Anna.

## Cultura

### Eventi
Le manifestazioni religiose sono quelle di San Marco Evangelista (25 aprile) e di Sant'Anna (26 luglio).

## Economia
L'economia di San Marco ai Monti è basata principalmente sul turismo. Da anni infatti è meta di molti villeggianti e gitanti. Domina sul territorio collinare ancora oggi la presenza di nicchie di ruralità con la coltivazione della vite, dell'olivo, della silvicoltura e con piccole produzioni agricole per il consumo familiare.